# この会社に好きな人がいます
『この会社に好きな人がいます』（このかいしゃにすきなひとがいます）は、榎本あかまるによる日本の漫画。『モーニング』（講談社）にて、2019年14号から2023年9号まで連載された。当初は隔週連載だったが、2020年16号掲載の第25話より週刊連載に移行した。2024年7月時点で電子版を含むコミックスの累計発行部数は110万部を突破している。テレビアニメが2025年1月から3月まで放送された。
本作品では、とあるお菓子メーカーに勤める同期入社の男女2人による、秘密の社内恋愛が描かれている。榎本の前作『文野さんの文具な日常』と同様に社会人を題材としており、会社員時代の榎本の経験と、担当編集者の「社内恋愛をテーマにするのはどうですか？」という提案をきっかけにして、本作品は誕生した。
榎本によると、当初は経理部の3人の恋愛模様を描こうとしていたが、その中からメインとなるものを選ぶ際、「一番自然とカップルになりそうな2人だったんですよね。一番ストーリーとしてまとまりそうな予感がしました。」という理由で、立石・三ツ谷の2人組が主人公に選ばれたという。榎本はインタビューの中で本作品について、「あくまで恋愛の延長にある自然体の関係性を描きたいと考えています。それでいて、読んでいて癒しがもらえるような恋愛模様を描きたいと思っていました。」と話している。

## あらすじ
お菓子メーカー『ツダ製菓』の経理部に所属している立石真直。同期入社で企画部所属の三ツ谷結衣との関係は悪く、社内では2人が衝突する度に「犬猿の仲」などと言われてしまうほどだった。しかし実際には互いに惹かれあっていて、紆余曲折を経て真直と結衣は恋人になった。
そんな2人だったが、結衣が周囲の目を気にするなど社内恋愛への不安を抱えていることから、「付き合っている」という事実を社内では隠すことにする。社内ではかねてよりその不仲さが知られている真直と結衣の、秘密厳守の生活が始まった。

## 登場人物
声の項はテレビアニメにおける担当声優。また、年齢は特記のない限り初登場時のものを記載する。
立石 真直（たていし ますぐ）
声 - 山下誠一郎
経理部所属の28歳。周囲からの信頼は厚く、別の部署でも対応の良さなどが評判になっている。一方で同期入社の結衣とはたびたび社内で衝突し、その度に同僚にからかわれてしまう。神経質な一面がある一方で、「しゃーねーな」が口癖になるほど他人に優しい。
野球が好きで、テレビでプロ野球中継を見たり、スマートフォンで試合経過をよく確認している。
山梨にある実家はブドウ農家で、2歳年下の妹が家業を手伝っている。
三ツ谷 結衣（みつや ゆい）
声 - 宮本侑芽
真直と同期入社の28歳。当初は企画部で新商品の企画をしていたが、後に広報部へ配置転換となる。社内の一部の人からは「みっちゃん」と呼ばれていて、その仕事振りから周囲の評価は高い。オンとオフの切り替えがはっきりしている。
社内での真直に対する態度は冷たく、社内で名物扱いされてしまうほどだった。真直と付き合い始めてからは、社内では自分の想いが態度に出ないようにするためこれまで通り冷たく接する一方、プライベートで2人きりになると甘えるようになる。しかし真直とは性格が真逆なので、プライベートでも意見が対立することがある。
早川 静乃（はやかわ しずの）
声 - 伊藤静
経理部係長で、真直の上司。32歳。かつて社内恋愛で苦い経験をしている。
酒好きで、染井に「ひどい酔っ払いってイメージしかなかった」と思われてしまうほど。
出勤前にカフェでひとりの時間を過ごすのを日課とする。そこで染井と鉢合わせるようになってからは、染井のことを気にするようになり、後に交際へと発展する。
染井 恵介（そめい けいすけ）
声 - 土田玲央
企画部に異動してきた24歳。静かな性格。ひょんなことから真直と結衣の恋人関係に気づいてしまうが、真直に口外しないよう頼まれた。
森園 まりあ（もりぞの まりあ）
声 - 大地葉
経理部所属の26歳。中途採用で入社した。「ツダ製菓の裏ご意見番」と噂されている。
大のお菓子好きで、自分が気に入ったお菓子の写真を「日々の記録」としてインスタグラムに投稿しており、人気を博している。しかし社内の人には、この活動を秘密にしている。
宇藤 千春（うとう ちはる）
声 - 和多田美咲
結衣の同僚。「うっちゃん」と呼ばれている。
佐倉 ゆき子（さくら ゆきこ）
声 - 徳井青空
結衣の同僚。「ゆっちゃん」と呼ばれている。真直と結衣の関係には薄々気づいていた。
三田 逸郎（みた いつろう）
声 - 利根健太朗
企画部主任の39歳。仕事に追われしょっちゅう頭を抱えているが、企画の仕事自体は気に入っており、実際は多忙をそこまで嫌がっているわけではない。
かつてツダ製菓の営業マンとして多くの伝説を残した妻と、2人の子どもがいる。
鈴木 誠也（すずき せいや）
声 - 小野賢章
真直と結衣の新人研修で講師を担当した。結衣の大学の先輩でもある。
切林 宏海（きりばやし ひろみ）
声 - 三木眞一郎
新規事業部部長。かつては営業部のエースとして活躍し、36歳で新規事業部を立ち上げた実力の持ち主である。人集めをしている際に、結衣を自分の部署に勧誘したが、断られた。
ツダ製菓の百貨店向けブランド『darz』（ダーツ）を手がけるなど仕事ではその手腕を発揮しているが、恋愛面では結婚相談所を介したお見合いをことごとく失敗させている。
辻 野々花（つじ ののか）
真直が新人研修のパートナー役として指導した新入社員。研修終了後は新規事業部に配属される。努力家であるが、研修中はわからないことを自分の力で解決しようと試みたり、体調が優れない中店舗研修に参加しようとするなど無理をすることがあった。それを気にかけた真直からアドバイスを受けてからは、真直を自らの「心の栄養剤」としている。

## 書誌情報
- 榎本あかまる『この会社に好きな人がいます』 講談社〈モーニングKC〉、全15巻
  1. 2019年7月23日発売[13]、ISBN 978-4-06-516508-9
  2. 2019年12月23日発売[14]、ISBN 978-4-06-517997-0
  3. 2020年4月23日発売[15]、ISBN 978-4-06-519083-8
  4. 2020年8月20日発売[16]、ISBN 978-4-06-520143-5
  5. 2020年11月20日発売[17]、ISBN 978-4-06-521170-0
  6. 2021年2月22日発売[18]、ISBN 978-4-06-522185-3
  7. 2021年5月21日発売[19]、ISBN 978-4-06-523193-7
  8. 2021年8月23日発売[20]、ISBN 978-4-06-524901-7
  9. 2021年11月22日発売[21]、ISBN 978-4-06-525889-7
  10. 2022年2月22日発売[22]、ISBN 978-4-06-526718-9
  11. 2022年5月23日発売[23]、ISBN 978-4-06-527764-5
  12. 2022年8月23日発売[24]、ISBN 978-4-06-528634-0
  13. 2022年11月22日発売[25]、ISBN 978-4-06-529698-1
  14. 2023年2月21日発売[26]、ISBN 978-4-06-530672-7
  15. 2023年3月23日発売[27]、ISBN 978-4-06-530878-3

## テレビアニメ
BLADEのアニメーション制作でテレビアニメ化。2025年1月から3月まで、TOKYO MXほかにて放送された。

### 製作
監督の武市直子は、アニメージュプラスのインタビューにおいて、自身と関わりのあるアニメ制作会社のプロデューサーから原作漫画と本作の企画書を受け取った時のことについて、「監督を引き受けるかどうかは、コミックを読んで決めようと思っていたんですが、告白から始まる立石から見た男性目線での社内恋愛がすごく面白くて。彼女になる結衣 もデレとツンのギャップがすごく可愛くて、読んですぐに『監督やらせてもらいます』とお返事させていただきました。」と話している。
これまで『戦乙女の食卓』などといった短編アニメの監督を務めてきた武市にとっては、本作品が30分枠アニメ初挑戦となる。これまで自身が手がけた作品では各エピソードごとの演出をすべてひとりでこなしていたという武市は、30分枠アニメでは「自分の話数演出と他の話数演出さんとのバランスの取りまとめや指示出しをしないといけない」というところに当初は不安を抱いていたものの、プロデューサーの後押しもあり前向きに挑戦したと明かしている。
アニメ化を進める上で、武市は「恋愛」と「社会人生活」のふたつのバランスをとることを特に意識し、様々な要素を合わせながら全体としての流れを崩さないように心がけたという。また、原作の雰囲気を壊さないことをいちばん大切にしているといい、自身が原作のファンになって、「アニメで見たいシーン」「このキャラクターはどう動くんだろう」「漫画のコマとコマの間で見えなかった部分をアニメではどう見せられるか」というところを考えながら制作したという。武市は原作のある作品を制作する際に、「このキャラが絶対しないことはなんですか？」とキャラクターの行動について原作者に必ず確認するようにしているというが、本作品の制作にあたっても原作者・榎本あかまるや担当編集者のチェックを受けており、武市は自身が描いた絵コンテに対し、榎本側から修正を依頼されたことがあるというエピソードも明かしている。

#### シナリオ
本作品のシナリオ構成について、武市は次のように語っている。

#### キャスティング
本作品のキャスティングはオーディション形式で決定した。武市によると、選考の際オーディション参加者の名前や顔は見ずに、声だけを聞いて「この声はこのキャラクターに合っている」と思ったものを関係者がそれぞれ持ち寄り、話し合って決めたという。

### スタッフ
- 原作 - 榎本あかまる[11]
- 監督 - 武市直子[11]
- シリーズ構成 - 横谷昌宏[11]
- キャラクターデザイン - 大沢美奈[11]
- プロップデザイン - 小澤円[8]
- 美術設定 - 高橋麻穂[8]
- 色彩設計 - 吉田小百合[8]
- 3Dディレクター - 林昭夫[8]
- 2Dワークス - ゆめ太カンパニー[8]
- 撮影監督 - 酒井花菜[8]
- オフライン編集 - 牧信公[8]
- 音響監督 - 土屋雅紀[8]
- 音響制作 - INSPIONエッジ
- 音楽 - IM.Lab[8]
- 音楽プロデューサー - 當眞一
- 音楽制作 - イマジン
- プロデューサー - 丁微思、栗原万里、神部宗之、榮龍太朗、長嶺利江子、大森慎司、小澤文啓
- アニメーションプロデューサー - 𠮷田昇央
- アニメーション制作 - BLADE[11]
- 製作 - 「この会社に好きな人がいます」製作委員会[11]

### 主題歌
「あのね、」
ポルカドットスティングレイによるオープニングテーマ。作詞・作曲は雫、編曲はポルカドットスティングレイ。
「ふたりじめ」
pachaeによるエンディングテーマ。作詞・作曲は音山大亮、編曲はpachae。

### 各話リスト
| 話数   | サブタイトル               | 脚本       | 絵コンテ        | 演出         | 作画監督                                                                                   | 総作画監督 | 美術監督 | 初放送日      |
| ------ | -------------------------- | ---------- | --------------- | ------------ | ------------------------------------------------------------------------------------------ | ---------- | -------- | ------------- |
| 第1話  | バレちゃいけない           | 横谷昌宏   | 武市直子        | 武市直子     | 羽田浩二 小林ゆかり 中谷友紀子 北島勇樹 𠮷田肇 森悦史 洪範錫                               | 大沢美奈   | 中村典史 | 2025年 1月6日 |
| 第2話  | ケジメ                     | 横谷昌宏   | 沖田宮奈        | 山本隆太     | 宮かなえ Fusion Studio                                                                     | 反町司     | ほそい   | 1月13日       |
| 第3話  | 今夜は特別                 | 早川スミカ | 吉川浩司 竹内光 | のがみかずお | Hong Ye-na 小澤円 洪範錫 寿夢龍 水野隆宏 studio μ                                          | 大沢美奈   | 中村典史 | 1月20日       |
| 第4話  | モヤモヤ                   | 丸山夏奈   | 沖田宮奈        | 白石道太     | 吴晓莱 西田美弥子 志賀道憲                                                                 | 反町司     | ほそい   | 1月27日       |
| 第5話  | はじめての旅行             | 横谷昌宏   | 沖田宮奈        | 大張翼       | 劉沂                                                                                       | 大沢美奈   | 中村典史 | 2月3日        |
| 第6話  | いま、必要なもの           | 早川スミカ | 筑紫大介        | 筑紫大介     | 能地清 中島大智 森悦史 金子匡邦 永田正美                                                   | 反町司     | ほそい   | 2月10日       |
| 第7話  | 記念日                     | 丸山夏奈   | 沖田宮奈        | 又野弘道     | 小澤円 水野隆宏 宮かなえ 洪範錫 王國年 永田正美 Hong Ye-na                                 | 大沢美奈   | 中村典史 | 2月17日       |
| 第8話  | ささやかなクリスマス       | 横谷昌宏   | アミノテツロ    | 武市直子     | 寿夢龍 小林ゆかり 松下純子 洪範錫 北島勇樹 森悦史 中谷友紀子 羽田浩二 朱央 羊光 Go-geon    | 栗田聡美   | ほそい   | 2月24日       |
| 第9話  | 私たちのバレンタイン       | 早川スミカ | 沖田宮奈        | のがみかずお | 能地清 中島大智 宮かなえ studio μ Go-geon Yoon Ji-hui Hong Ye-na                           | 大沢美奈   | 中村典史 | 3月3日        |
| 第10話 | ホントの気持ち             | 丸山夏奈   | 沖田宮奈        | 高橋志歩     | 上原史也 手島典子                                                                          | 反町司     | ほそい   | 3月10日       |
| 第11話 | それぞれのスタート         | 横谷昌宏   | 沖田宮奈        | 大張翼       | 劉沂                                                                                       | 反町司     | 中村典史 | 3月17日       |
| 第12話 | この会社に好きな人がいます | 横谷昌宏   | 武市直子        | 武市直子     | 王國年 中谷友紀子 小林ゆかり 小澤円 森悦史 中島大智 北島勇樹 寿夢龍 金子匡邦 浪上悠里 朱央 | 大沢美奈   | ほそい   | 3月24日       |

### 放送局
| 放送期間               | 放送時間                     | 放送局       | 対象地域 | 備考                                                           |
| ---------------------- | ---------------------------- | ------------ | -------- | -------------------------------------------------------------- |
| 2025年1月6日 - 3月24日 | 月曜 23:00 - 23:30           | TOKYO MX     | 東京都   | 製作参加 / 字幕放送                                            |
|                        | 月曜 23:30 - 火曜 0:00       | サンテレビ   | 兵庫県   |                                                                |
| 2025年1月8日 - 3月26日 | 水曜 0:00 - 0:30（火曜深夜） | BSフジ       | 日本全域 | 製作参加 / BS/BS4K放送 / 『アニメギルド』枠 / リピート放送あり |
|                        | 水曜 2:05 - 2:35（火曜深夜） | テレビ北海道 | 北海道   |                                                                |
|                        | 水曜 21:00 - 21:30           | AT-X         | 日本全域 | CS放送 / 字幕放送 / リピート放送あり                           |

| 配信開始日    | 配信時間                   | 配信サイト |
| ------------- | -------------------------- | --- |
| 2025年1月7日  | 火曜 0:00（月曜深夜） 更新 | Lemino アニメタイムズ |
| 2025年1月12日 | 日曜 12:00 更新            | dアニメストア （本店・ ニコニコ支店 [ 38 ] ） Hulu U-NEXT DMM TV FOD バンダイチャンネル AnimeFesta J:COM STREAM milplus見放題パックプライム TELASA ABEMA TVer 日テレ無料 Rakuten TV Amazon Prime Video Google Play ニコニコチャンネル |
|               | 日曜 21:30 - 22:00         | ニコニコ生放送 |
| 2025年1月14日 | 火曜 12:00 更新            | HAPPY!動画 |
| 2025年1月15日 | 水曜 12:00 更新            | ムービーフルplus |

### Webラジオ
2025年1月6日より、音泉にて『ポルカドットスティングレイ雫の「このラジオに好きな⼈がいます 」』が配信されている。パーソナリティはポルカドットスティングレイボーカルの雫。